# Gyevát Ottó
Gyevát Ottó (Budapest, 1972. november 15. – 2011. október 26.) magyar színész, szinkronszínész, adásrendező. 1991-ben már a József Attila Színház szerződéssel rendelkező színésze volt. 1994-ig dolgozott a színházban, majd két évre külföldre települt egy szerencsés véletlennek köszönhetően, amely egy 22 epizódos filmsorozat képében testesült meg. 1995 végén tért haza. Szakmai szempontból az 1996-os év a televíziózás jegyében telt, az A3 és TV3 csatornákon tevékenykedett részben kereskedelmi adások műsorvezetőjeként, részben saját produkciók szerkesztő-rendezőjeként.

## Fontosabb színházi szerepek
- Tennessee Williams: Az ifjúság édes madara (Bud)
- Jaroslav Hašek-Molnár: Svejk vagyok (katona)
- Ratkó József: Segítsd a királyt (Sebő)
- Jókai Mór – Kal-Pintér Mátyás: Melyiket a 9 közül? (boltos)
- Fazekas Anna-Koffler Gizella: Öreg néne őzikéje (mackó)
- Wass Albert: Ember az országút szélén (Jószip)
- Wass Albert: Elvásik a veres csillag (Dombi elvtárs)
- Szinovál Gyula-Keresztes: A vitéz szabólegény (Olló Ottó)
- Jámbor: Csupaháj, Nyakigláb, Málészáj (Málészáj)
- Gogol: A revizor (Luka Lukics Hlopov)
- Robert Louis Stevenson: A kincses sziget (Pókhas)
- Rejtő Jenő: Vesztegzár a Grand Hotelban (Grock)
- Aki másnak vermet ás (mesejáték, Farkas)
- 2010: Balaton repro, vígjáték a visszaválthatatlatlan üveghegyeken innen.

## Televíziós munkák
- Tetthely – A keleti csapat bevetése (sorozat, Georghe Szots nyomozó),
- Vásottka (gyerekmesék)
- Katalin bírónő, Sikervonal (kereskedelmi show)
- Estebéd (konyhashow)
- OMV reklám
- Electroworld reklám
- Akció-sokk (akciófilmkomédia pilot)
- TeleOne (ifjúsági műsor A3)

## Egyéb
Szerkesztő-műsorvezető: Sikervonal, Estebéd, TeleOne
Rendező: TeleOne, Akciósokk, videóklipek, számos közvetítőkocsis esemény
Technikai rendező (színház): Görgey Gábor: Komámasszony hol a stukker, Jámbor-Szinovál-Takács-Baum: Csizmás Kandúr, Csukás István: Pintyőke cirkusz világszám, Csemer: A négy lópatkó

## Kitüntetések
- Határon túli magyar kultúráért 2006,
- 1956-os emlékérem (Forradalmi Emlékbizottság)